# デヴィッド・マッカラム
デヴィッド・マッカラム（David McCallum,1933年9月19日 - 2023年9月25日）は、イギリスの俳優である。
スコットランド・グラスゴー出身。1960年代の人気TVシリーズ『0011ナポレオン・ソロ』のイリヤ・クリヤキン役で知られていた。

## 来歴
父親はヴァイオリニスト、母親はチェリストだったので、自分もオーボエ奏者の道に進むつもりだった。1946年よりBBCのラジオに出演。地元の劇団にもかかわるようになる。18歳で学校を辞めて兵役に就いた後、王立演劇学校に通い始めた。

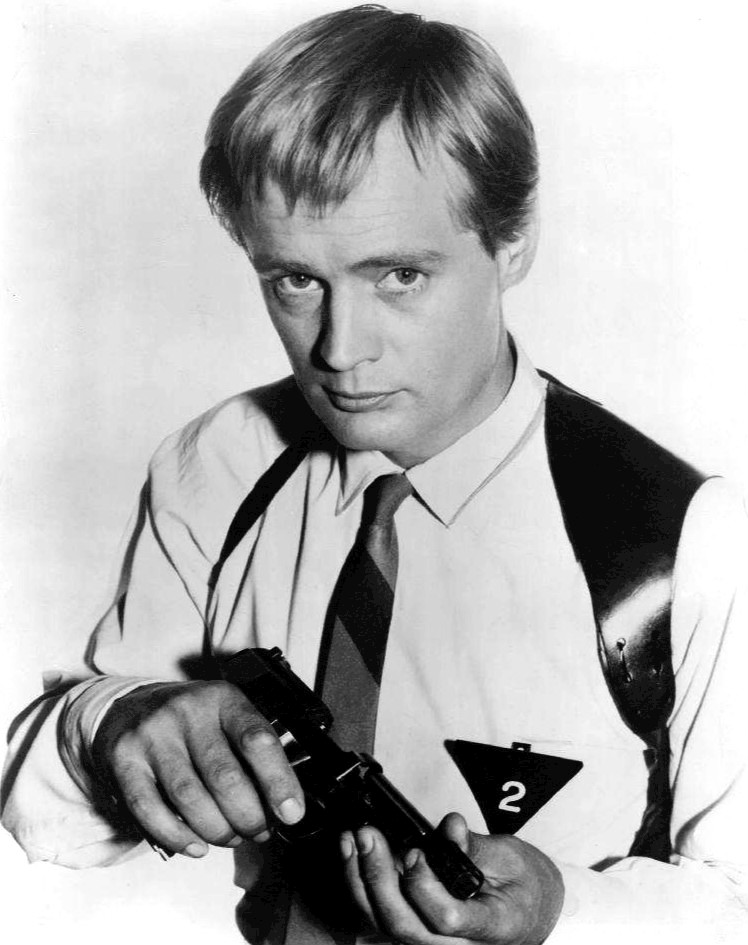
TVシリーズ『0011ナポレオン・ソロ』時代（1965年）

1950年代にイギリス映画の端役からキャリアをスタートさせた。ロバート・ヴォーンと共演したTVシリーズ『0011ナポレオン・ソロ』（The Man from U.N.C.L.E.）でのイリヤ・クリヤキン役で一躍スターダムにのし上がる。本作以外にも諸々の映画作品に出ているが、この役以上の成功を収めることは出来なかった。
2003年より放送中のCBSのTVシリーズ『NCIS 〜ネイビー犯罪捜査班』に、スコットランド生まれでアメリカに移ってきたドナルド・"ダッキー"・マラード博士の役で第20シーズンまで出演し、好評を博していた。
マッカラムは2023年9月25日にニューヨーク市のニューヨークプレバイテリアン病院にて90歳の誕生日の6日後に死去した。
なお、俳優の傍ら音楽の活動も続け、バンドリーダーとして幾つかのアルバムも制作している。その中には自らオーボエを演奏している楽曲も含まれており、現在もYoutubeなどのネット上で聴くことが出来る。

### 私生活
女優のジル・アイアランドと1957年～1967年の間結婚生活をおくり、ポール、ジェイソン（養子）、そしてヴァレンタインの3人の子どもがいる。その後、1967年9月にキャサリン・カーペンターと再婚し、ピーターとソフィーという2人の子どもに恵まれていた。

## 主な出演作品

### 映画
| 公開年 | 邦題 原題                                                                                        | 役名                       | 備考                       |
| ------ | ------------------------------------------------------------------------------------------------ | -------------------------- | -------------------------- |
| 1957   | 少年が知っている The Secret Place                                                                | マイク・ウィルソン         |                            |
| 1957   | 地獄特急 Hell Drivers                                                                            | ジミー                     |                            |
| 1957   | 武装強盗団 Robbery Under Arms                                                                    | ジム・マーストン           |                            |
| 1958   | 暴力のメロディー Violent Playground                                                              | ジョニー・マーフィー       |                            |
| 1958   | SOSタイタニック/忘れえぬ夜 A Night to Remember                                                   | ハロルド・ブライド         |                            |
| 1960   | ジャングル横丁 Jungle Street                                                                     | テリー・コリンズ           |                            |
| 1961   | 戦場の七人 The Long and the Short and the Tall                                                   | サミー・ウィテカー         |                            |
| 1962   | 奴隷戦艦 Billy Budd                                                                              | スティーヴン・ワイアット   |                            |
| 1962   | フロイド/隠された欲望 Freud                                                                      | Carl von Schlossen         |                            |
| 1963   | 大脱走 The Great Escape                                                                          | アシュレー=ピット          |                            |
| 1964   | 0011ナポレオン・ソロ/罠を張れ To Trap a Spy                                                      | イリヤ・クリヤキン         | テレビ版を編集して劇場公開 |
| 1965   | 偉大な生涯の物語 The Greatest Story Ever Told                                                    | イスカリオテのユダ         |                            |
| 1965   | 0011ナポレオン・ソロ/消された顔 The Spy With My Face                                             | イリヤ・クリヤキン         | テレビ版を編集して劇場公開 |
| 1966   | 海底世界一周 Around the world under the sea                                                      | フィリップ・ヴォルカー博士 |                            |
| 1966   | 0011ナポレオン・ソロ/地獄へ道づれ One Soy Too Many                                               | イリヤ・クリヤキン         |                            |
| 1966   | 0011ナポレオン・ソロ/消えた相棒 One of Our Spies Is Missing                                      | イリヤ・クリヤキン         | テレビ版を編集して劇場公開 |
| 1966   | 0011ナポレオン・ソロ対シカゴ・ギャング The Spy in the Green Hat                                  | イリヤ・クリヤキン         | テレビ版を編集して劇場公開 |
| 1967   | ベニスの出来事 Three Bites of the Apple                                                          | スタンリー                 |                            |
| 1967   | 0011ナポレオン・ソロ/ミニコプター作戦 The Karate Killers                                         | イリヤ・クリヤキン         | テレビ版を編集して劇場公開 |
| 1967   | 0011ナポレオン・ソロ/スラッシュの要塞 The Helicopter Spies                                       | イリヤ・クリヤキン         | テレビ版を編集して劇場公開 |
| 1968   | 追いつめて殺せ! Sol Madrid                                                                       | ソル・マドリッド           |                            |
| 1968   | 0011ナポレオン・ソロ/地球を盗む男 How to Steal the World                                         | イリヤ・クリヤキン         | テレビ版を編集して劇場公開 |
| 1969   | モスキート爆撃隊 Mosquito Squadron                                                               | クイント・マンロー         |                            |
| 1969   | フレディのあした Teacher, Teacher                                                                | ハミルトン・コード         | テレビ映画                 |
| 1970   | 二重スパイ・国際謀略作戦 Hauser's Memory                                                         | ヒレル・モンドロー         | テレビ映画                 |
| 1972   | 真夜中の侵入者/亡霊は誰を待つ? She Waits                                                         | マーク・ウィルソン         | テレビ映画                 |
| 1973   | サイボーグ危機一発/ミサイル大爆発!核兵器売ります The Six Million Dollar Man: Wine, Women and War | アレクシス・カスロフ       | テレビ映画                 |
| 1973   | 真説フランケンシュタイン Frankenstein: The True Story                                            | ヘンリー・クラーヴァル     | テレビ映画                 |
| 1975   | ダイヤモンドハンター Kingfisher Caper                                                            | ベネディクト               |                            |
| 1976   | ドッグ Dogs                                                                                      | ハーラン・トンプソン       |                            |
| 1980   | 呪われた森 The Watcher in The Woods                                                              | ポール・カーティス         |                            |
| 1984   | ターミナル・チョイス/32ビットの殺意 Terminal Choice                                              | ドブソン博士               |                            |
| 1985   | OSSダブル特攻指令 Behind Enemy Lines                                                             | シェリー・フリン           | テレビ映画                 |
| 1988   | フリーダム・ファイター Freedom Fighter                                                           | ケンパー                   | テレビ映画                 |
| 1989   | 帰ってきた警部マクロード The Return of Sam McCloud                                               | クレイグ警部               | テレビ映画                 |
| 1991   | ホテル・リッツ The Man Who Lived at the Ritz                                                     | チャーリー・リッツ         | テレビ映画                 |
| 1991   | ヒア・マイ・ソング Hear My Song                                                                  | ジム・アボット             |                            |
| 1993   | ダーティ・ウィークエンド Dirty Weekend                                                           | レジー                     |                            |
| 1994   | 偽装誘拐 Shattered Image                                                                         | ベン                       | テレビ映画                 |
| 1996   | デス・キューブ Death Game                                                                        | マリウス                   | テレビ映画                 |

### テレビシリーズ
| 放映年    | 邦題 原題                                                            | 役名                               | 備考                |
| --------- | -------------------------------------------------------------------- | ---------------------------------- | ------------------- |
| 1963-1964 | アウターリミッツ                                                     |                                    | 2エピソード         |
| 1964-1968 | 0011ナポレオン・ソロ The Man from U.N.C.L.E.                         | イリヤ・クリヤキン                 | 104エピソード       |
| 1972-1974 | コルディッツ大脱走 Coldits                                           | サイモン・カーター                 | 26エピソード        |
| 1975-1976 | 透明人間 The Invisible Man                                           | ダニエル・ウエスティン博士         | 13エピソード        |
| 1978      | Kidnapped                                                            | アラン・ブレック・スチュアート     | ミニシリーズ        |
| 1979-1982 | Sapphire & Steel                                                     | スティール                         | 34エピソード        |
| 1989,1990 | ジェシカおばさんの事件簿 Murder, She Wrote                           |                                    | 別の役で2エピソード |
| 1991-1992 | Trainer                                                              | ジョン・グレイ                     | 23エピソード        |
| 1995-1997 | VR5                                                                  | ジョセフ・ブルーム                 | 7エピソード         |
| 1997      | ロー&オーダー Law & Order                                            | クレイグ・ホランド                 | 1エピソード         |
| 1999      | セックス・アンド・ザ・シティ Sex and the City                        | ダンカン                           | 1エピソード         |
| 2001-2002 | The Education of Max Bickford                                        | ウォルター・ソーンヒル             | 9エピソード         |
| 2003      | 犯罪捜査官ネイビーファイル JAG                                       | ドナルド・マラード博士（ダッキー） | エピソード          |
| 2003-     | NCIS ～ネイビー犯罪捜査班 NCIS: Naval Criminal Investigative Service | ドナルド・マラード博士（ダッキー） | 234エピソード       |

### アニメ
- ザ・リプレイス 大人とりかえ作戦 The Replacements(2006 -)
- バットマン ゴッサムナイト Batman: Gotham Knight(2008)
- ベン10 エイリアンフォース Ben 10: Alien Force(2008 - 2009)
- バットマン:ブレイブ&ボールド Batman: The Brave and the Bold(2009)

## 参照
1. 1 2 3  Swann, Yvonne (2010年11月30日). “David McCallum: My father sometimes felt I was wasting my life”. Daily Mail 2013年2月23日閲覧。
2. ↑  “David McCallum Dies: Beloved ‘NCIS’ Actor Was 90”
3. ↑  “David McCallum, star of hit TV series 'The Man From U.N.C.L.E.' and 'NCIS,' dies at 90”.   Yahoo (2023年9月25日). 2023年9月25日閲覧。
4. ↑  “David Mcallum's heartache at death of adopted son - Celebrity Interview - Celebs + TV”.   People.co.uk (2010年6月27日). 2012年12月16日閲覧。